# Droga wojewódzka 932
Droga wojewódzka 932 (DW932) je silnice, nacházející se v Slezském vojvodství v okresech Wodzisław Śląski, Wodzisław a Rybnik v jižním Polsku. Její délka je 20 km a spojuje město Wodzisław Śląski s městem Żory, je spojnicí mezi silnicemi DK81 a DK78. Silnice DW932 umožňuje dojezd z východní části Horního Slezska s využitím DK78 k státní hranici s Českou republikou v Chałupkách.
Začíná v městě Wodzisław Śląski z křižovatky se silnicí 78, končí západně města v Żory, kde se napojuje na státní silnici 81.

## Sídla ležící na trase silnice
Silnice DW932 vede nebo míjí tato sídla (v závorce uvedeny navazující komunikace):
- Wodzisław Śląski (DK78, DW933)
- Marklowice
- Świerklany (A1)
- Żory (DK81)

|                                        |  | Průběh trasy DW932                            |                            |
| -------------------------------------- |  | --------------------------------------------- | -------------------------- |
| [[:Soubor:AS-rondo-icon.svg\|]]        |  | Wodzisław Śląski                              | [[:Soubor:DK78-PL.svg\|]]  |
| [[:Soubor:AB-Brücke.svg\|]]            |  | viadukt na železnicí v Wodzisław Śląski       |                            |
| [[:Soubor:AS-skrzyzowanie-icon.svg\|]] |  | Wodzisław Śląski                              | [[:Soubor:DW933-PL.svg\|]] |
| [[:Soubor:AS-tory-icon.svg\|]]         |  | Železniční přejezd Wodzisław Śląski           |                            |
| [[:Soubor:AB-Tank.svg\|]]              |  | Benzínová stanice Wodzisław Śląski (Slovnaft) |                            |
| [[:Soubor:AS-skrzyzowanie-icon.svg\|]] |  | Świerklany Górne                              | [[:Soubor:DW930-PL.svg\|]] |
| [[:Soubor:AS-skrzyzowanie-icon.svg\|]] |  | Świerklany Górne                              | [[:Soubor:DW929-PL.svg\|]] |
| [[:Soubor:AB-AS.svg\|]]                |  | Świerklany Górne                              | [[:Soubor:A1-PL.svg\|]]    |
| [[:Soubor:AS-skrzyzowanie-icon.svg\|]] |  | Żory                                          | [[:Soubor:DK81-PL.svg\|]]  |